# Булоњ (река)
Булоњ (фр. Boulogne) је река у Француској. Дуга је 87 km. Улива се у Ахенау. 